# NGC 1876
NGC 1876 is een open sterrenhoop in het sterrenbeeld Goudvis. Het hemelobject werd op 3 november 1834 ontdekt door de Britse astronoom John Herschel.